# Lista de membros do Quórum dos Doze Apóstolos após 1844
Esta é uma lista dos membros do Quórum dos Doze Apóstolos, uma organização de A Igreja de Jesus Cristo dos Santos dos Últimos Dias, ordenados depois de 1844. A ordem aparece de acordo com a data de suas ordenações. Em alguns casos, a data de batismo é usada, pois a data de ordenação é desconhecida. Os Apóstolos que tornaram-se presidentes desta igreja aparecem destacados em negrito.
- Lorenzo Snow (12 de Fevereiro de 1849)
- Joseph F. Smith (1 de Julho de 1866)
- Heber J. Grant (16 de Outubro de 1882)
- George Albert Smith (8 de Outubro de 1903)
- David O. McKay (9 de Abril de 1906)
- Joseph Fielding Smith (7 de Abril de 1910)
- Harold B. Lee (10 de Abril de 1941)
- Spencer W. Kimball (7 de Outubro de 1943)
- Ezra Taft Benson (7 de Outubro de 1943)
- Howard W. Hunter (15 de Outubro de 1959)